# Siete Partidas

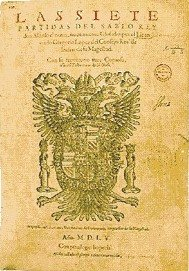
Couverture des Siete Partidas, exemplaire de 1555.

Les Siete Partidas (signifiant Sept Parties en espagnol) ou Partidas, sont un corpus législatif élaboré en Castille sous le règne d'Alphonse X le Sage entre 1256 et 1265. L'exercice vise à uniformiser le droit à l'intérieur du royaume. Désigné à l'origine sous le vocable Livre des Lois, il reçoit au XIVe siècle le nom sous lequel il est désormais connu du fait de sa structure en sept sections. Cet ouvrage est sans aucun doute l'un des plus fondamentaux de l'histoire du droit puisqu'il sert longtemps de fondement juridique en Castille, en Espagne et en Amérique hispanique jusqu'au XIXe siècle. Il couvre l'ensemble des évènements et activités de la vie des hommes au Moyen Âge. Qualifié d'encyclopédie humaniste, ce recueil traite de thèmes philosophiques, moraux et théologiques du point de vue gréco-latin, bien que l'ensemble soit un texte législatif.

## Rédaction

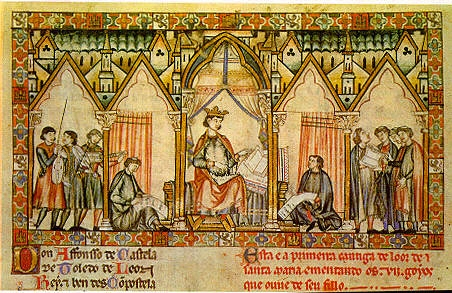
Alphonse X le Sage et ses collaborateurs.
Miniature des Cantigas de Santa María.

La rédaction de ces textes est l'œuvre d'un groupe de juristes castillans, c'est-à-dire la Cour d'équité (es) royale, sous le contrôle personnel du roi, réalisée entre 1256 et 1265. Le roi indique la finalité du texte et les matières à traiter en plus de réviser et de corriger le texte de la commission. Les membres de la commission sont le Maestro Jacobo, Juan Alfonso, un notaire du Royaume de León, le Maestro Roldán et Fernando Martínez de Zamora, l'un des premiers juristes castillans. En raison de l'existence d'autres traités attribués habituellement à Alphonse X  (Le Setenario, le Fuero Real (es) et El Espéculo de las leyes (es)) écrits à la même période (1254 à 1256) et qui présentent d'importantes similitudes entre eux et avec les Partidas, en plus de l'imprécision des dénominations utilisées pour ceux-ci à l'époque, un débat a lieu quant à l'origine, la portée, la relation et la finalité de chacun de ces ouvrages.
Alfonso García-Gallo (es) émet l'hypothèse que les Partidas auraient plutôt été rédigées au XIVe siècle, peu après la mort du roi en 1284, et qu'elles seraient plutôt une réélaboration de l'Espéculo. Il justifie cette interprétation du fait que les premières références fiables aux Partidas, ou d'autres texte qui font référence à cet ouvrage, existent à partir du XIVe siècle et que la connaissance, dans la péninsule Ibérique, du contenu et des sources des Partidas, est nettement postérieure à la période attribuée dans le Codex. L'attribution des Siete Partidas à Alphonse X, du moins dans sa version originale, s'inscrit sans doute dans la tradition d'affilier les ouvrages majeurs de ce genre au monarque ou gouvernement qui les commande, comme c'est le cas du Code de Hammurabi et Corpus iuris civilis et Justinien Ier.

## Structure et contenu

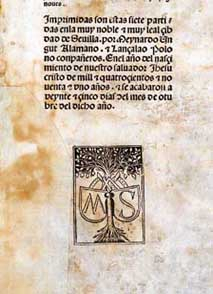
Édition de Séville d'octobre 1491.

Les Siete Partidas sont rédigées en castillan, composées d'un prologue exposant la finalité de l'ouvrage et de sept sections, les Partidas, dont les premières lettres A-L-F-O-N-S-O (Alphonse en castillan) forment le prénom du roi.
- La première Partida (24 titres et 516 lois) traite de la faculté de légiférer et de réglementer la vie religieuse.

- La seconde Partida (31 titres et 359 lois) traite du pouvoir temporel, de l'essence de la monarchie castillane, des règles de succession dynastique. Ces dispositions restent en vigueur jusqu'au XVIIe siècle jusqu'à l'introduction de la loi salique par Philippe V et l'arrivée des Bourbons sur le trône d'Espagne. Elles sont remises en vigueur par le roi Ferdinand VII lors de la restauration de l'absolutisme en Espagne et sont aujourd'hui reprises dans la Constitution espagnole.

- La troisième Partida (32 titres et 543 lois) traite essentiellement de la justice et de son administration.

- La quatrième Partida (27 titres et 256 lois) traite du droit de la famille ainsi que des liens permanents extra-familiaux entre les individus.

- La cinquième Partida (15 titres et 374 lois) traite du droit contractuel privé et du droit commercial.

- La sixième Partida (19 titres et 272 lois) traite du droit successoral, des tutelles, du statut juridique de l'orphelin.

- La septième Partida (34 titres et 363 lois) traite du droit pénal, ainsi que du statut des juifs et des musulmans.

## Éditions
En plus des divers manuscrits et copies produits après l'invention de la imprimerie au XVe siècle, il existe trois éditions principales des Siete Partidas :
- 1491 - Édition réalisée à Séville avec commentaires d'Alonso Díaz de Montalvo (es), avec huit réimpressions jusqu'en 1528.
- 1555 - Édition réalisée à Salamanque annotée par Gregorio López de Tovar (es), avec quinze réimpressions jusqu'en 1855. Autorisation officielle par Real cédula le 7 septembre 1555. Édition la plus utilisée en Amérique hispanique.
- 1807 - Édition de la Académie royale d'histoire. Autorisation officielle par Real orden (es) le 8 mars 1818.